# Zodion cinereiventre
Zodion cinereiventre är en tvåvingeart som beskrevs av Van Duzee 1927. Zodion cinereiventre ingår i släktet Zodion och familjen stekelflugor. Inga underarter finns listade i Catalogue of Life.